# Grad Guštanj
Grad zgornji Guštanj (nemško Schloss Guttenstein, Gutenstein, Guettenstain) je stal na griču Stražišče ali na Tičlerjevem vrhu na levem bregu reke Meže na Ravnah na Koroškem, ki so se do leta 1952, ko so pridobile status mesta, imenovale Guštanj. Grad so v prvi polovici 13. stoletja dali pozidati bamberški škofje, upravljali pa so ga guštanjski vitezi. Grad je porušil ogrski kralj Matija Korvin leta 1486 in takrat tudi dokončno opuščen.  

## Zgodovina
Grad zgornji Guštanj (Gutenstein) so v prvi polovici 13. stoletja na svoji posesti zgradili bamberški škofje ali ga dovolili zgraditi Hartnidu z Orta, ki je bil njihov fevdnik in lastnik gradu.   Kmalu, najkasneje pa do leta 1281 so grad kupili Vovbrški grofje, ki so grad dajali v sekundarni fevd in upravljanje svojim vitezom. Na strateški lokaciji trgovske poti iz Spodnje Štajerske (Savinjske marke) na Koroško je pod gradom ob reki Meži nastalo trško naselje, kjer so v istem obdobju pozidali še cerkev sv. Egidija. Prva omemba upraviteljev tega območja vitezov Guštanjskih »de Gutenstein«, po katerih je Guštanj dobil ime, sega v leto 1248.  Takrat sta omenjena viteza  Hiltprandus de Guotenstein in Ditricus de Gutensteyn, nato Richedo (1263), Rustik (1278), spet Ditrik (1284), Wulfing (1318). 
Grad se izrecno omenja v listinah šele leta 1281 kot grad zasledimo kot castrum Gutenstein, leta 1361 (purch Guotenstein) in leta 1452 (vest Gutenstain). Med letoma 1281 in 1322 so ga imeli bambeški fevdalni gospodje Vovbrški grofi. Grof Herman Vovbrški je predal Guštanj z deželskim sodiščem, trgom, zemljiškim gospostvom, odvetništvom in mitnico ter še drugo posest svoji ženi Elizabeti za jutrno. Po izumrtju Vovbrških leta 1322 so Guštanj podedovali grofje Schaunberški in ga že leta 1325 zastavili Kondradu Auffensteinskemu. Po uporu slednjih so gospostvo Pliberk in z njim tudi Guštanj ter vsa spodnja Mežiška dolina leta 1368 prešla v last Habsburžanov. Tako je postal Guštanj deželnoknežji, leta 1381 pa ga je prejel v dosmrtni užitek Hugon Devinski.
Grad zgornji Guštanj je propadel v bojih z Ogri leta 1486. O starem Guštanju pričajo danes le skromni sledovi v zemljišču, ohranjena je umetno narejena ploščad (plato) z okopi. Ob naselju v dolini ob reki Meži in pritoku Suhi so potem nastali trije gradiči ali dvori. Dvorec Javornik (Gamseneck) na vzpetini nad Suho na Ravnah je iz prvotnega Prušnikovega dvora, ki ga je leta 1540 pozidal Luka Gams, po katerem je dobila stavba ime. Grad Grinfels (Grünfels) na skalnem pomolu Meže nasproti izliva Suhe na Ravnah so sredi 16. stoletja (1557) postavili baroni Gaisrucki. V začetku 16. stoletja pa so Hebenstreiti iz Vodriža na mestu prvotnega bamberškega dvora pozidali spodnji guštanjski grad imenovan Streiteben, ki so ga kasneje spremenili v renesančni dvorec. V nemirnem 15. stoletju, ko so skozi Mežiško dolino pustošili turški in ogrski vojaki, pa v stoletju reformacije in protireformacije, je zelo malo znanega o lastnikih dvorcev in gradu v Guštanju in njegovi okolici. V urbarju iz leta 1524 so omenjene rodbine Kollnitz, Aschpach oziroma Kreuzer, Windischgratz, Prueschnik, Himmelberger, Schweinhaupt in Masolter. Med lastniki dvorcev so v 16. stoletju omenjeni Gaisrucki, baroni Sichten, Luka Gams in vitezi Jaborneg.

## Vitezi Guštanjski
Od samega nastanka gradu Guštanj je z gradom upravljala rodbina plemičev, vitezov Guštanjskih. Ta grad je bil njihov matični grad preko 200 let. Ni znano ali so vitezi povzeli svoje ime po gradu ali nasprotno. Na širšem nemškem področju je kar nekaj gradov ali krajev z enakim imenom, ki pa niso povezani z gradom in trgom na Koroškem. Vitezi Guštanjski so bili ministeriali Vovbrških grofov, in jih tako najdemo med upravitelji ali gradiščani njihovih gradov npr. na gradu Kamen v Podjuni in na Pliberškem gradu. Guštanjski so bili v sorodstvu z Leupacherji in kranjskimi Apfaltrerji.
Iz rodu Guštanjskih  plemičev/vitezov  je največjo kariero naredil Jurij Guštanjski, ki je bil kranjski deželni upravitelj med leti 1414 in 1421 ter s tem zasedal to funkcijo v času dveh deželnih glavarjev. Jurij, ki je tedaj funkcijo prevzel v starejših letih, je imel za seboj uspešno kariero v službi deželnega kneza. Po koncu prvega obdobja uradovanja v Ljubljani je namreč odšel v Gradec, kjer je bil imenovan za štajerskega deželnega upravitelja in to je bil najuglednejši položaj, ki ga je dosegel v svoji karieri.  Že čez nekaj let ga je pot znova pripeljala v Ljubljano, kjer je še v drugo zasedel položaj namestnika deželnega glavarja. Deželni knez vojvoda Friderik IV. ga je leta 1433  imenoval v skupino treh zastopnikov, zadolženih za razrešitev spora z grofom Hermanom Celjskim. 
Brat Jurija Hans Guštanjski je bil gradiščan oziroma oskrbnik na gradu Stein v Labotski dolini ter na Klevevžu na Dolenjskem. Hans Guštanjski je leta 1464 omenjen kot cesarjev pooblaščenec z ukazom, naj od koroškega deželnega upravitelja prevzame tiste goriške posesti, ki so po habsburško-goriških bojih za celjsko dediščino pripadle Frideriku III. Leta 1473 se je udeležil bitke proti Turkom pri Sotli, pet let pozneje je najprej izpričan kot deželnoknežji oskrbnik na Glaneggu, nato pa še na Hansteinu pri Voitsbergu na Štajerskem in je bil tako vse do svoje smrti v službi deželnega knez
Drugi Guštanjski, ki se je uveljavil na Kranjskem, je bil Wolfgang Guštanjski kranjski deželni upravitelj in namestnik deželnega glavarja med leti 1453 in 1455. Bil je dokaj mlad saj se v virih prvič pojavi na seznamu koroškega plemstva iz leta 1446. Po vrnitvi na Koroško se je udejstvoval kot oskrbnik na koroških deželnoknežjih gradovih. V letih 1461–1468 je izpričan kot oskrbnik gradu Homberk (nem. Höhenbergen) pri Velikovcu, med 1466 in 1470 se omenja na Kamnu v Podjuni (nem. Stein im Jauntal), leta 1469 pa je postal še oskrbnik na gradu Humberk (nem. Hollenburg). O ugledu, ki ga je užival na dvoru zgovorno priča dejstvo, da ga je Friderik III. leta 1468 imenoval v skupino upraviteljev, zadolženih za izvajanje oblasti v času njegove odsotnosti. Wolfgang Guštanjski je morda za seboj zapustil istoimenskega sina, ki se omenja na Koroškem konec 15. in v začetku 16. stoletja.